# Villamaría
Villamaría es un municipio colombiano ubicado en el departamento de Caldas, junto a Neira, Palestina, Chinchiná y Manizales conforman la subregión Centro Sur.

## Historia
Las tierras que hoy son Villamaría fueron habitadas en tiempos precolombinos por pobladores indígenas pertenecientes a las familias de los Quimbaya y Carrapa.
En el año 1535 los conquistadores españoles irrumpen violentamente en la región caldense; en el año 1834 Fermín López y sus familiares se establecen en cercanías del cerro Sancancio. El actual municipio estuvo abandonado y solamente servía de paso para los aventureros entre las provincias del Cauca y Antioquia. En 1848 varias familias provenientes de Neira, Salamina, Aguadas, Pácora, Sonsón, Abejorral y Rionegro se establecieron en una población, a la que más tarde llamarían Manizales.
Después de la fundación de Manizales algunos pobladores decidieron cruzar el río Chinchiná e iniciaron la fundación de un poblado, levantaron chozas pajizas en lo que hoy es la capilla. Víctor Castaño, José María Ceballos, Alberto Salazar, Benedicto Ángel, Ezequiel Arango, Eufrasio Jaramillo, Pompilio Hurtado, Antonio Cardona Valencia, Miguel Toro, José María González, Domingo de Gregorio Gallejo y Mario Ceballos fundaron un pequeño caserío que en un principio dependió de Manizales con el nombre de Partido de Chinchiná, hasta mediados de 1851 cuando los pobladores acordaron darle el nombre de "Aldea de Mana". Por carencia de agua los pobladores se vieron obligados a trasladar el caserío del sector de la capilla a la margen derecha de la quebrada La Diana, donde creció de forma dinámica.
La ordenanza por medio de la cual "Mana" quedó figurando como "Aldea de María", fue expedida el 19 de octubre de 1852 en la ciudad de Guadalajara de Buga. El comercio se incrementó entre los caseríos que fueron surgiendo y se hizo necesaria la adecuación de vías como el camino viejo a Manizales (1850) y el camino del privilegio (1855). Lamentablemente estas vías también sirvieron para la guerra. El 24 de agosto de 1860 llegó a la Aldea de María el general Tomás Cipriano de Mosquera con un ejército de 3.500 hombres de infantería y 500 de caballería, cinco cañones, bandas de música y abundante munición dispuestos a tomarse a Manizales.
El 28 de agosto inició la Batalla de Manizales, en la que fracasó el intento de toma, posteriormente el general Julio Trujillo, comandó las fuerzas liberales del Cauca, tomándose a Manizales apuntalando sus fuerzas combatidas en la Aldea de María donde estableció su campamento a principios de 1877, este periodo de contiendas civiles retrasó el desarrollo de la población y el ambiente de zozobra se recrudeció durante la guerra de los Mil Días.
Debido al crecimiento de la población en este periodo lo cual ayudó a la reaparición de la viruela en 1903, la cual veinte años antes había dejado 1.500 muertos y centenares cicatrizados. Con la creación del departamento de Caldas el 5 de junio de 1905, la Villa de María que se había constituido como municipio el 26 de julio de 1878 entra a formar parte de un nuevo departamento en el país. para entonces ya se había iniciado el cultivo del café en la región y la población iba en aumento, en buena parte debido a la acometida de la zona del cable aéreo y del ferrocarril de Caldas, las cuales atrajeron numerosos obreros de Cundinamarca, Tolima, Boyacá y Cauca. El cable aéreo fue inaugurado en 1927 y su tiempo de utilización fue de apenas unos años ya que estaba concebido como una forma de acelerar la construcción del Ferrocarril de Caldas.
En septiembre de 1927 llegó a Villamaría la primera locomotora. Posteriormente la irrupción de los vehículos automotores hizo necesaria la construcción de la carretera Villamaría-Manizales la cual se inició en 1931. En el periodo de 1965-1982 la desaparición del ferrocarril perjudicó la evolución del municipio.
En cuanto a fenómenos naturales, en 1952 una avalancha arrastró el puente entre Villamaría y Manizales el cual tenía por nombre el puente de Boyacá, el terremoto del 23 de noviembre de 1979 causó estragos en numerosas viviendas y dejó en terribles condiciones el templo parroquial y el 13 de noviembre de 1985 la erupción del volcán Nevado del Ruiz.

## División Político-Administrativa
Además de su Cabecera municipal. Villamaría tiene bajo su jurisdicción los siguientes Centros poblados:
- Agrícola La Paz
- Alto De La Cruz - Los Cuervos
- Bellavista
- Gallinazo
- La Nueva Primavera
- Llanitos
- Miraflores
- Nuevo Río Claro
- Partidas
- Rioclaro

### Veredas
El municipio tiene constituido las siguientes veredas:
Alto Villarazo, Corozal, El Pindo, El Yarumo, Frailes, Guayana, La Batea, La Florida, Laguna Alta, Montaño, San Julián, Santo Domingo, Tejares, Termales, Valles, Villarrazo, Papayal, Potosí, El Páramo, Playa Larga, Romeral, Gallinazo, Alto Castillo, Bajo Castillo, Llanitos, Río Claro, Nueva Primavera, Cuervos, Alto Arroyo, Bajo Arroyo, Partidas, Miraflores, La Floresta

### Área Metropolitana
Constituida oficialmente luego de la consulta popular realizada en la subregión Centro sur del departamento de Caldas el 26 de noviembre de 2023, reúne los municipios de Villamaría, Manizales, Neira y Palestina.
| Manizales  | 571,84   | 464 027 |  |
| Villamaría | 461      | 69 021  |  |
| Neira      | 350,56   | 21 644  |  |
| Palestina  | 116,87   | 16 062  |  |
| Total      | 1.500,25 | 570 754 |  |
| DANE 2018  |          |         |  |

## Geografía
Cuenta entre otros con numerosas fuentes de agua y recursos naturales, alberga al nevado del Ruiz parte del parque natural de los nevados. Villamaría se encuentra a escasos kilómetros de la ciudad de Manizales por lo que la relación con ésta es muy cercana, el río Chinchiná rodea la zona urbana.

### Geología
El territorio está conformado por materiales característicos de rocas ígneas y metamórficas, resultado de una serie de erupciones del Volcán Nevado del Ruiz y de transformaciones operadas por largo tiempo sobre rocas. En una dirección general de norte a sur, se hallan delimitadas las capas geológicas y los componentes de pizarra y arcilla se localizan casi en forma vertical, lo cual da origen a láminas perforadas de manera paralela.

### Clima
Al encontrarse entre los 1900 y 5000 metros sobre el nivel del mar, es el municipio que presenta la temperatura promedio más baja en todo el país. También presenta uno de los índices de insolación más bajos, al poseer 853 horas de sol anuales, esto debido a la constante formación de nubes orográficas.
| Parámetros climáticos promedio de Las Brisas, Villamaría, Caldas, Colombia   | Parámetros climáticos promedio de Las Brisas, Villamaría, Caldas, Colombia | Parámetros climáticos promedio de Las Brisas, Villamaría, Caldas, Colombia | Parámetros climáticos promedio de Las Brisas, Villamaría, Caldas, Colombia | Parámetros climáticos promedio de Las Brisas, Villamaría, Caldas, Colombia | Parámetros climáticos promedio de Las Brisas, Villamaría, Caldas, Colombia | Parámetros climáticos promedio de Las Brisas, Villamaría, Caldas, Colombia | Parámetros climáticos promedio de Las Brisas, Villamaría, Caldas, Colombia | Parámetros climáticos promedio de Las Brisas, Villamaría, Caldas, Colombia | Parámetros climáticos promedio de Las Brisas, Villamaría, Caldas, Colombia | Parámetros climáticos promedio de Las Brisas, Villamaría, Caldas, Colombia | Parámetros climáticos promedio de Las Brisas, Villamaría, Caldas, Colombia | Parámetros climáticos promedio de Las Brisas, Villamaría, Caldas, Colombia | Parámetros climáticos promedio de Las Brisas, Villamaría, Caldas, Colombia |
| Mes                                                                          | Ene.                                                                       | Feb.                                                                       | Mar.                                                                       | Abr.                                                                       | May.                                                                       | Jun.                                                                       | Jul.                                                                       | Ago.                                                                       | Sep.                                                                       | Oct.                                                                       | Nov.                                                                       | Dic.                                                                       | Anual                                                                      |
| ---------------------------------------------------------------------------- | -------------------------------------------------------------------------- | -------------------------------------------------------------------------- | -------------------------------------------------------------------------- | -------------------------------------------------------------------------- | -------------------------------------------------------------------------- | -------------------------------------------------------------------------- | -------------------------------------------------------------------------- | -------------------------------------------------------------------------- | -------------------------------------------------------------------------- | -------------------------------------------------------------------------- | -------------------------------------------------------------------------- | -------------------------------------------------------------------------- | -------------------------------------------------------------------------- |
| Temp. máx. abs. (°C)                                                         | 15.0                                                                       | 15.4                                                                       | 13.0                                                                       | 14.0                                                                       | 17.4                                                                       | 15.4                                                                       | 12.9                                                                       | 14.0                                                                       | 20.0                                                                       | 13.0                                                                       | 12.8                                                                       | 14.0                                                                       | 20.0                                                                       |
| Temp. máx. media (°C)                                                        | 8.4                                                                        | 8.3                                                                        | 8.4                                                                        | 8.3                                                                        | 8.5                                                                        | 8.6                                                                        | 8.5                                                                        | 8.6                                                                        | 8.0                                                                        | 7.4                                                                        | 7.7                                                                        | 8.3                                                                        | 8.3                                                                        |
| Temp. media (°C)                                                             | 4.3                                                                        | 4.5                                                                        | 4.6                                                                        | 4.8                                                                        | 5.1                                                                        | 4.8                                                                        | 4.4                                                                        | 4.3                                                                        | 4.2                                                                        | 4.2                                                                        | 4.4                                                                        | 4.5                                                                        | 4.5                                                                        |
| Temp. mín. media (°C)                                                        | 0.8                                                                        | 1.0                                                                        | 1.1                                                                        | 1.7                                                                        | 1.8                                                                        | 1.5                                                                        | 0.8                                                                        | 0.8                                                                        | 0.9                                                                        | 1.2                                                                        | 1.4                                                                        | 0.9                                                                        | 1.2                                                                        |
| Temp. mín. abs. (°C)                                                         | -8.0                                                                       | -5.0                                                                       | -5.4                                                                       | -1.0                                                                       | -2.0                                                                       | -5.8                                                                       | -8.4                                                                       | -10.0                                                                      | -7.4                                                                       | -7.8                                                                       | -3.0                                                                       | -6.8                                                                       | -10.0                                                                      |
| Lluvias (mm)                                                                 | 91                                                                         | 91                                                                         | 108                                                                        | 182                                                                        | 188                                                                        | 109                                                                        | 75                                                                         | 72                                                                         | 128                                                                        | 190                                                                        | 140                                                                        | 81                                                                         | 1455                                                                       |
| Horas de sol                                                                 | 93                                                                         | 73                                                                         | 77                                                                         | 42                                                                         | 52                                                                         | 70                                                                         | 107                                                                        | 96                                                                         | 55                                                                         | 42                                                                         | 65                                                                         | 81                                                                         | 853                                                                        |
| Humedad relativa (%)                                                         | 89                                                                         | 93                                                                         | 92                                                                         | 93                                                                         | 94                                                                         | 92                                                                         | 91                                                                         | 91                                                                         | 93                                                                         | 94                                                                         | 92                                                                         | 91                                                                         | 92.1                                                                       |
| Fuente: Instituto de Hidrología, Meteorología y Estudios Ambientales (IDEAM) |                                                                            |                                                                            |                                                                            |                                                                            |                                                                            |                                                                            |                                                                            |                                                                            |                                                                            |                                                                            |                                                                            |                                                                            |                                                                            |

### Fisiografía
La geografía física del municipio se caracteriza por el contraste de las pendientes suaves con las muy fuertes, que originó fenómenos deposicionales y erosivos, que al conjugarse con los procesos tectónicos, volcánicos y antrópicos formaron el relieve actual.

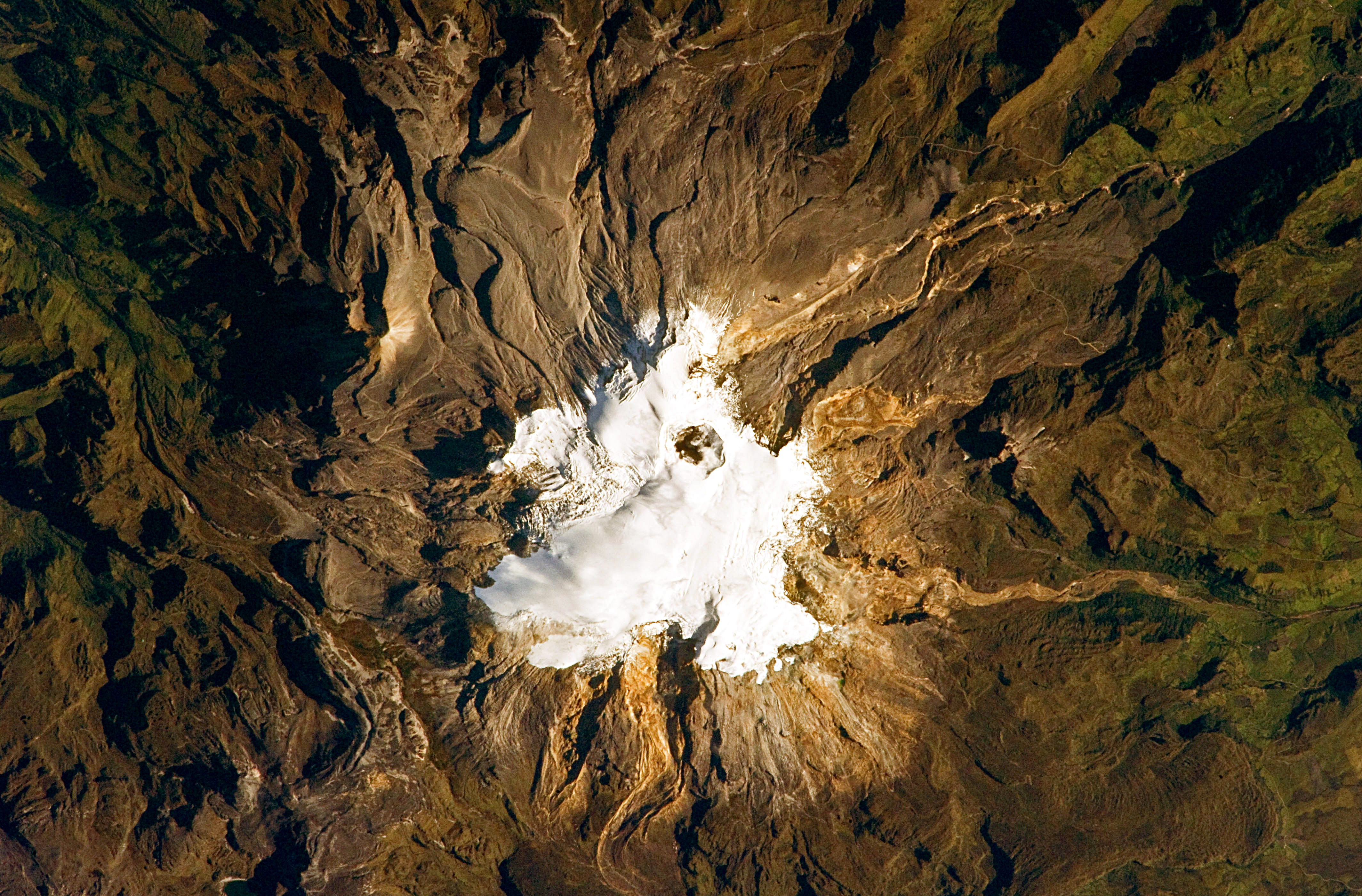
(Vista satélite NASA earth).

### Hidrografía
El Municipio de Villamaría se encuentra inmerso en la cuenca del Río Chinchiná; su red hídrica puede dividirse en dos grandes áreas aferentes: la del río Chinchiná, abastecida por 13 microcuencas, en la que Los Cuervos y Chupaderos aportan los mayores caudales, y la del Río Claro que a su vez es tributario del Chinchiná, alimentada por el agua de 8 microcuencas de las cuales Molinos, Nereidas y Juntas son las de mayores aportes. Así mismo, el municipio posee numerosas fuentes de aguas termales evidenciando la intensa actividad volcánica regional; estas fuentes son predominantemente alcalinas y sulfatadas, se localizan entre los 2.500 y 3.500 m s. n. m., con altas temperaturas en muchos casos superando los 60 °C.

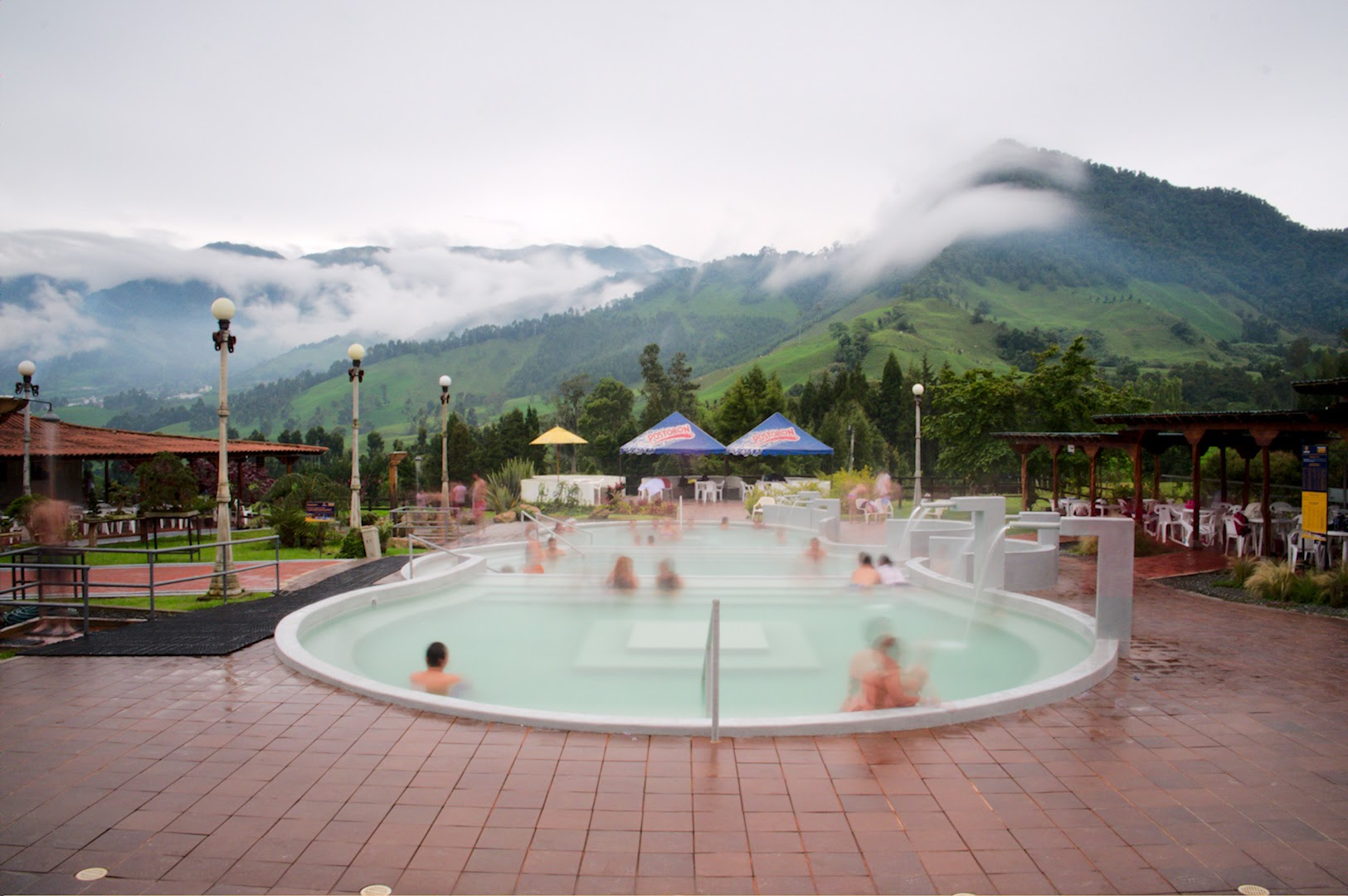
Termales.

### Pisos térmicos
Las variaciones altitudinales otorgan al municipio de Villamaría la posibilidad de tener tres pisos térmicos, identificados en microrregiones (zona alta o de páramo, zona media u hortifrutícula, zona baja cafetera), con un potencial productivo y turístico.

### Límites municipales
Villamaría está delimitada por los siguientes municipios, excepto su lado oriental con Tolima y meridional con Risaralda.
| Noroeste: Manizales (Río Chinchiná)        | Norte: Manizales (Río Chinchiná)      | Nordeste: Herveo ( Tolima)                                                             |
| Oeste: Chinchiná                           |                                       | Este: Herveo Casabianca y Villahermosa ( Tolima) (Parque nacional natural Los Nevados) |
| Suroeste: Santa Rosa de Cabal ( Risaralda) | Sur: Santa Rosa de Cabal ( Risaralda) | Sureste: Murillo ( Tolima) (Parque nacional natural Los Nevados)                       |

## Demografía
Según las proyecciones de población elaboradas por el DANE con base en el censo de 2018, el último que se ha efectuado, la población total del municipio de Villamaría es de aproximadamente 68.625 habitantes, de los cuales 60.777 habitan la cabecera municipal y 7.848 el área rural.

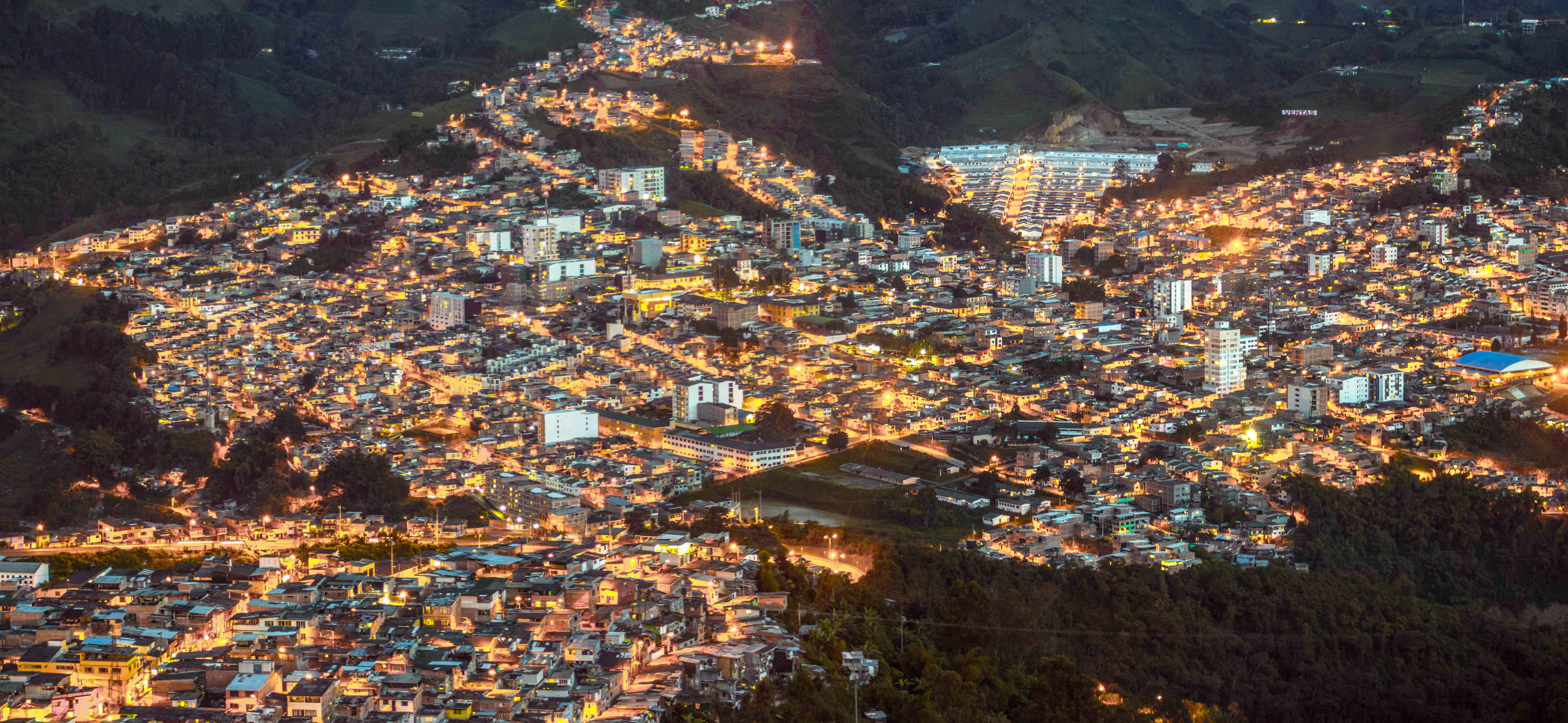
Vista nocturna de Villamaría desde Manizales

## Infraestructura

### Línea 2 del cable aéreo

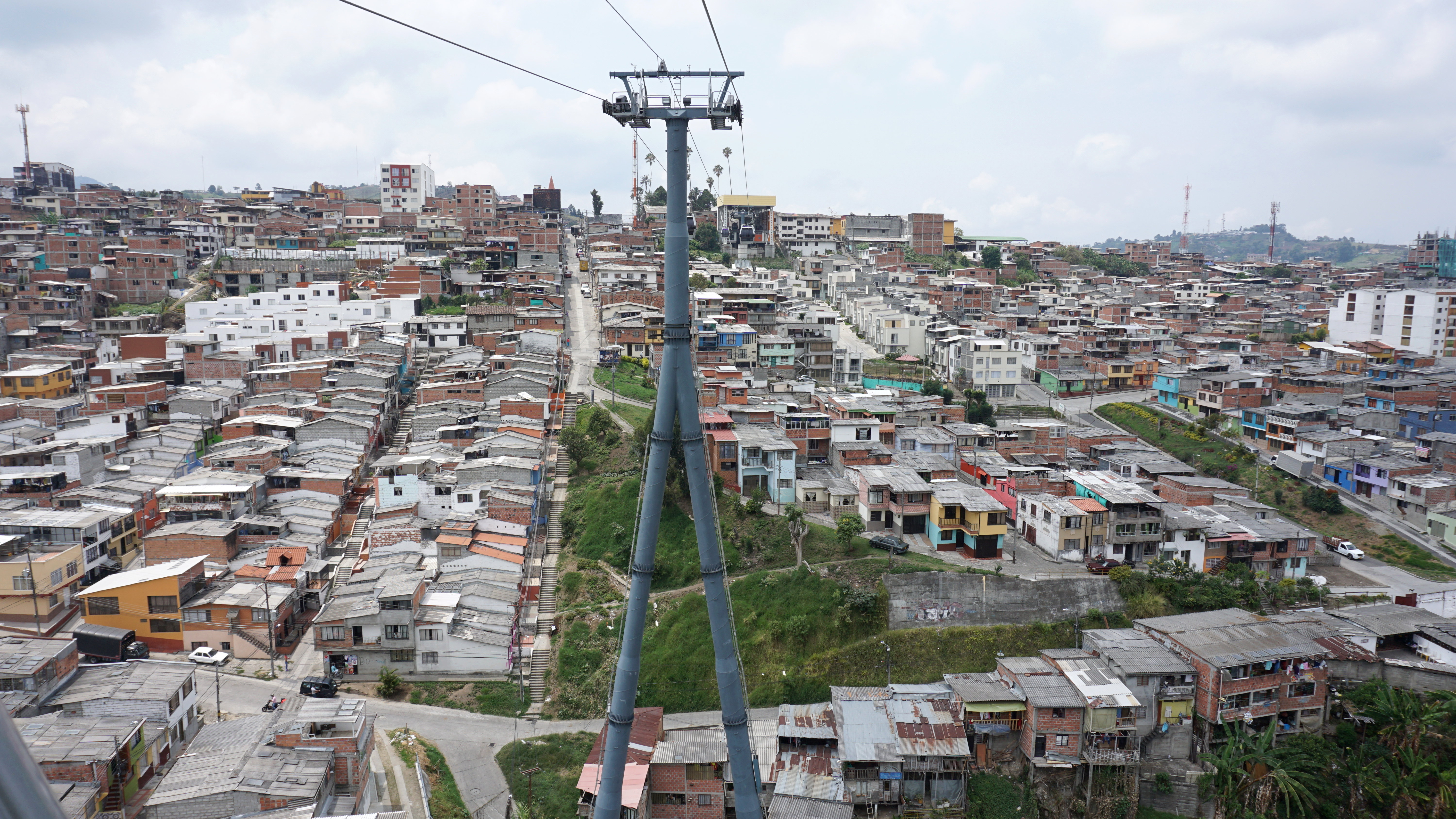
Pilona en el municipio de Villamaría.

Inaugurada el 4 de enero de 2014 esta línea del cable comunica el municipio de Villamaría con la ciudad de Manizales. Su construcción impulsó el uso masivo de este sistema de transporte, además de contribuir en la agilidad, rapidez y acortamiento de distancias entre las personas que se desplazan desde este municipio hacia Manizales.
La línea 2 posee una longitud de 720 metros y esta sostenida por 4 pilonas en las que viajan 22 cabinas Diamond de la empresa italiana Leitner con capacidad para 10 pasajeros cada una.
Es la línea más corta del sistema y su trayecto tiene una duración aproximada de 4 minutos.

## Recursos naturales
En la región se desarrolla el Proyecto Forestal para la cuenca del Río Chinchiná (PROCUENCA) cuya misión es la generación de un proceso de desarrollo forestal, ambiental y económico, bajo el esquema de responsabilidad compartida público-privada, a través de la consolidación de la cadena productiva que contribuya al mejoramiento de la calidad de vida en la región. El proyecto abarca otros cuatro municipios además de Villamaría a saber: Neira, Chinchiná, Palestina y Manizales. Villamaría es conocida en el departamento de Caldas por ser la Villa de las Flores o el Jardín de Colombia, posee para los villamarianos y excursionistas una de las mejores actividades ecoturísticas, debido a la diversidad de su topografía que permite disfrutar desde los paisajes cálidos de la zona cafetera hasta las altas cumbres del Nevado del Ruiz; específicamente la Zona Amortiguadora en territorio de Villamaría. Este recorrido de tanta pluralidad lo encontramos con una diferencia promedio de 3 horas en vehículo.

### Flora
Las mayores áreas cubiertas por vegetación natural se encuentran ubicadas principalmente en las riberas de los ríos, en terrenos de fuertes pendientes que no son explotables en actividades agrícolas o pecuarias en la zona amortiguadora del parque nacional natural de los Nevados y en el Parque propiamente, donde se identifican dos importantes fajas: la de bosque alto andino o de niebla y el piso bioclimático de páramo. El bosque de niebla se caracteriza por su alta humedad relativa que proporciona el hábitat ideal para especies como musgos, líquenes, quiches, helechos y epífitas como orquídeas y bromelias, allí también se encuentra la palma de cera del Quindío, árbol nacional. El estrato superior de la selva tropical de las zonas premontañas está conformado por cedros, laureles, aguacatillos, nogales, arenillos, palmas, carisecos, taguas y quinas. En las zonas con bosque secundario predominan las especies arbóreas de porte medio y rápido crecimiento como: yarumo, danto, encenillos, espaderos, mano de tigre, sangregado, guásimo y otros.

### Fauna
Gracias a su diversidad climática y de hábitats, el municipio tiene una gran variedad de especies de fauna a pesar de los procesos de degradación a que ha sido sometida por la ampliación de la frontera agropecuaria. Los mamíferos más frecuentes son las ardillas, los gurres, las ratas de campo, conejos y zorros. Por la destrucción del hábitat y por la caza indiscriminada son escasos y en ocasiones nulos, los registros recientes de osos de anteojos, danta de páramo, puma, nutria y zaino; así mismo, las poblaciones naturales de venados, guaguas, perezosos y zorros, tienen a disminuir peligrosamente.
Se reportan 11 especies de peces agrupadas en 8 familias, se encuentran especies nativas de las familias Trymycteridae, Characidae y Astroblepus, menguadas sus poblaciones en casi todas las fuentes de aguas templadas del departamento, la trucha colonizó la mayoría de las corrientes de agua fría, siendo la causante de la desaparición de los negritos en ellas, e inclusive se le atribuye en parte de la extinción local del pato de los torrentes (Merganeta Armata).
Es probable la presencia de 6 familias de reptiles con 21 especies; un alto porcentaje de ellas benéficas para el hombre, ya que controlan roedores dañinos para los cultivos, y que en ocasiones actúan como vectores de numerosas enfermedades. La región es rica en anfibios de la familia Eleutherodactylus que sobreviven en pequeños parches de bosque secundario dispersos en la zona templada del territorio, se reportan 4 familias con 33 especies. En cuanto a aves es posible encontrar 227 especies pertenecientes a 30 familias. Entre las especies más representativas están los pericos de montaña, varios tipos de gavilanes, carpinteros, tucanes y tángaras, también hay presencia de 18 especies de colibríes.

## Ecoturismo

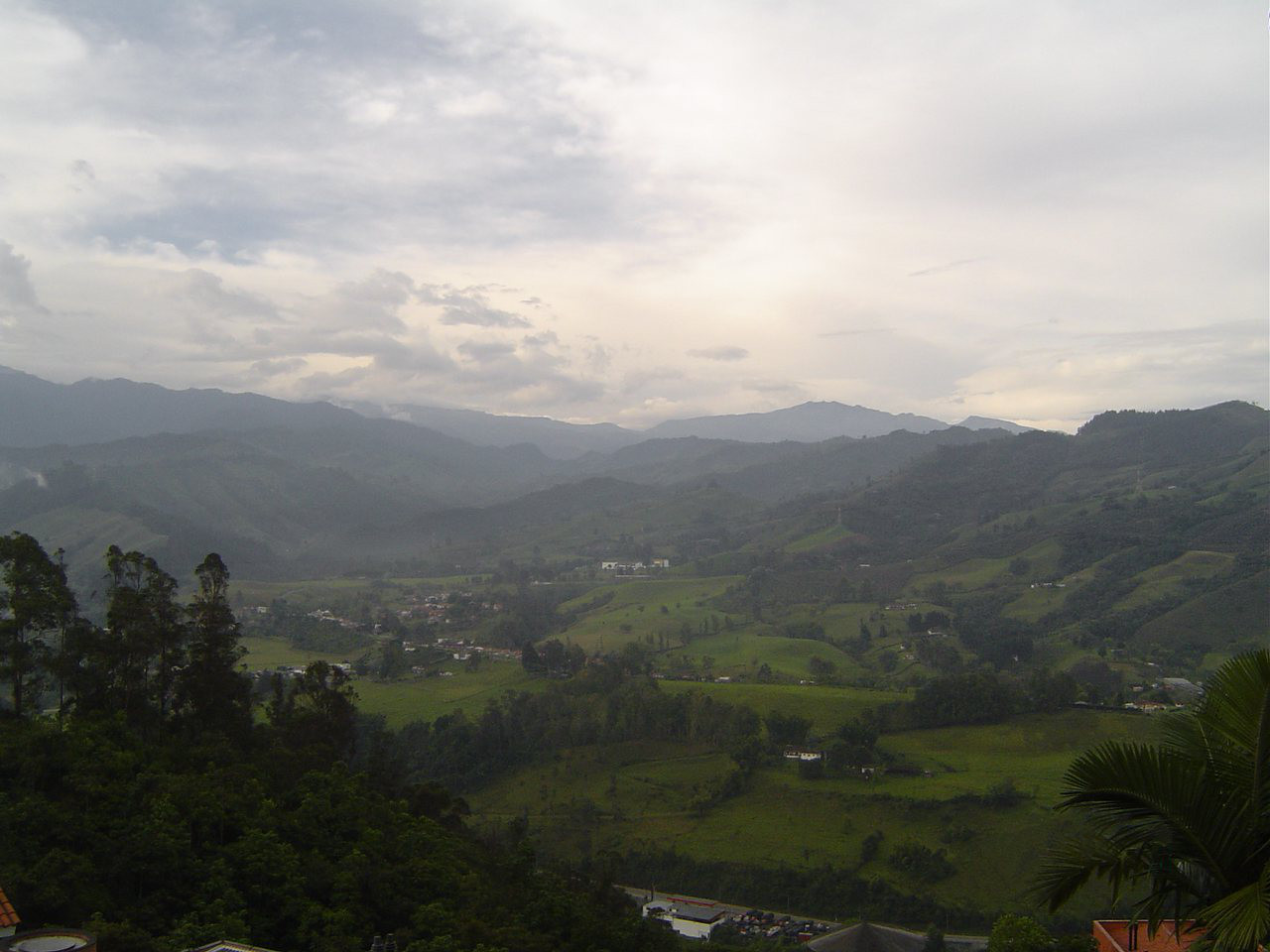
Sector de la Florida.

Villamaría goza de todos los pisos térmicos, debido a la biodiversidad de la topografía y cultivos. Por si fuera poco tiene un fácil acceso a la capital caldense en la región centro-sur del país. La localidad está unida a Manizales por carretera pavimentada de 4 km.
En la zona rural se identifican 12 senderos ecológicos con la variedad temática natural, de los distintos parajes con los que cuenta el municipio. Estos senderos permiten variedad de formas de movilización, prefiriendo la caminata y cabalgata, sin embargo, en algunas de ellas y hasta cierta parte se puede usar vehículo. Un mismo sendero permite llegar a distintos lugares dependiendo de la preferencia del ecoturista, su estado físico, tiempo disponible y preferencia temática (cafetera, agrícola, ganadera, bosques de niebla, aguas, termalismo, etc.).
El turismo de alta montaña aún no se ha explotado por esta zona. La idea es rescatar y promover esta parte del parque natural. Su gran riqueza en biodiversidad y belleza particular en vegetación, fauna, aguas y nieves perpetuas hace del municipio el más privilegiado de Caldas.
En el paisaje de la zona cafetera es común encontrar plantaciones de café y especies como el Caturro, Borbón, Variedad Colombia y los tradicionales cafetales.
En la zona fría esta el paisaje montañoso, donde es común la aparición del sol en medio de la neblina. Entre las variedades de sus montañas están las especies de yarumos, verdes chilcos, dragos y algunas palmas de cera; también se encuentran las hermosas cascadas.
El sendero ecológico más representativo es el parque nacional natural los Nevados, pues es el único municipio de Caldas que es poseedor del 13% del área total del parque, (7.579 hectáreas de las 58.300).
Son varios los recorridos para llegar a las altas cumbres del parque nacional natural los Nevados, terminando incluso en otros departamentos vecinos. Para llegar a éste destino la ruta más común es: Parque de Villamaría pasando por el Gallinazo, Cachiri, Casa de Teja, La Gruta, Termales del Ruiz, Serre del Guali y terminando en el propio parque natural de los Nevados.
Otros senderos ecológicos que hace de Villamaría un municipio propio de la cultura cafetera, con atractivos naturales, históricos y culturales como:

### Senderos
Alto del PortónEs un mirador natural y cercano del municipio, delimita lo urbano de lo rural; se encuentran pequeñas fincas temperaderos de producción hortícola y floral. Se observa la capital del departamento de Caldas, Manizales y panorámicas de la zona rural.
De los TapiasPor un camino de tres horas se encuentran los bosques protegidos por los finqueros. Antiguo camino de arriería. El trayecto inicia en el Parque de Villamaría, después sigue para Turín, Tejares, la Inesita, y Camino de los Tapias para terminar en la Fonda el Arroyo.
Cinco PuentesEste recorrido presenta varias opciones en sus caminos, se observa especialmente cultivos en laderas, aguas de la Quebrada el Arroyo por la cual el sendero cruza cinco puentes en su trayectoria. Es un paseo de cuatro horas.
Del Sector AlqueríaEs un sector preferido por los deportistas y caminantes por tener la opción de varios anillos para las andanzas rurales. Aquí se encuentra la Finca la Alquería, fincas de producción agrícola especialmente hortalizas y flores. Allí se desarrollan proyectos de turismo místico, lugar de meditación, relajación y senderismos con propuesta energética y spa rural.
A la Capilla del ArroyoParaje histórico con una travesía de 3 horas, es conocido por ser un mirador límite entre la belleza paisajística que se puede observar entre las zonas hortícolas y cafeteras del municipio.
De los TúnelesCinco túneles pertenecen al territorio de Villamaría, donde se destaca su majestuosa arquitectura, los túneles, la antigua estación del ferrocarril, algunas ruinas de puentes y misterios ancestrales. Por la carrilera del camino de los túneles pasó el tren gestor del comercio y del desarrollo de esta región.

## Economía

### Minería
La actividad económica de los primeros moradores de Villamaría se centró en la explotación minera. Algunas de las minas continúan siendo explotadas, contabilizándose más de 20 entre auríferas y argentíferas; las más conocidas son: California, Gallinazo, Toldafría, La Gloria, La Telaraña, La Morisca, El Diamante, La Zorra, Pipintá, El Algarrobo, El Contento, Volcanes, Santa Ana, El Porvenir, Olivares y Termales, cuyos productos son oro, plata, plomo, zinc, hierro, caliza, cobre y antimonio.

### Agricultura
El área total dedicada a la producción agrícola en el municipio es de aproximadamente 28 000 ha, siendo el café y los maderables los cultivos que más área ocupan con 2300 ha y 2500 ha respectivamente; le siguen papa con 900 ha, frutales de clima frío 650 ha, plátano 400 ha, leguminosas 180 ha y hortalizas 160 ha. Dentro de los frutales de clima frío se destacan la manzana y la Feijoo de las cuales se estiman que se sembraron 150 ha. Los predios de mayor tamaño se localizan principalmente en la zona fría y se encuentran dedicados a la explotación pecuaria, siendo también frecuentes los cultivos de papa.

### Industria
Villamaría es considerado, después de Manizales el municipio más industrializado del departamento, factor en los últimos años ha generado un número importante de empleos para sus habitantes y los de Manizales. La zona industrial está ubicada sobre la carretera Panamericana y tiene un fácil acceso al área urbana de Manizales. En el sector urbano de La Pradera existe un núcleo industrial en el que tienen asiento empresas importantes de la región.

## Festividades
Feria Nacional de la Horticultura

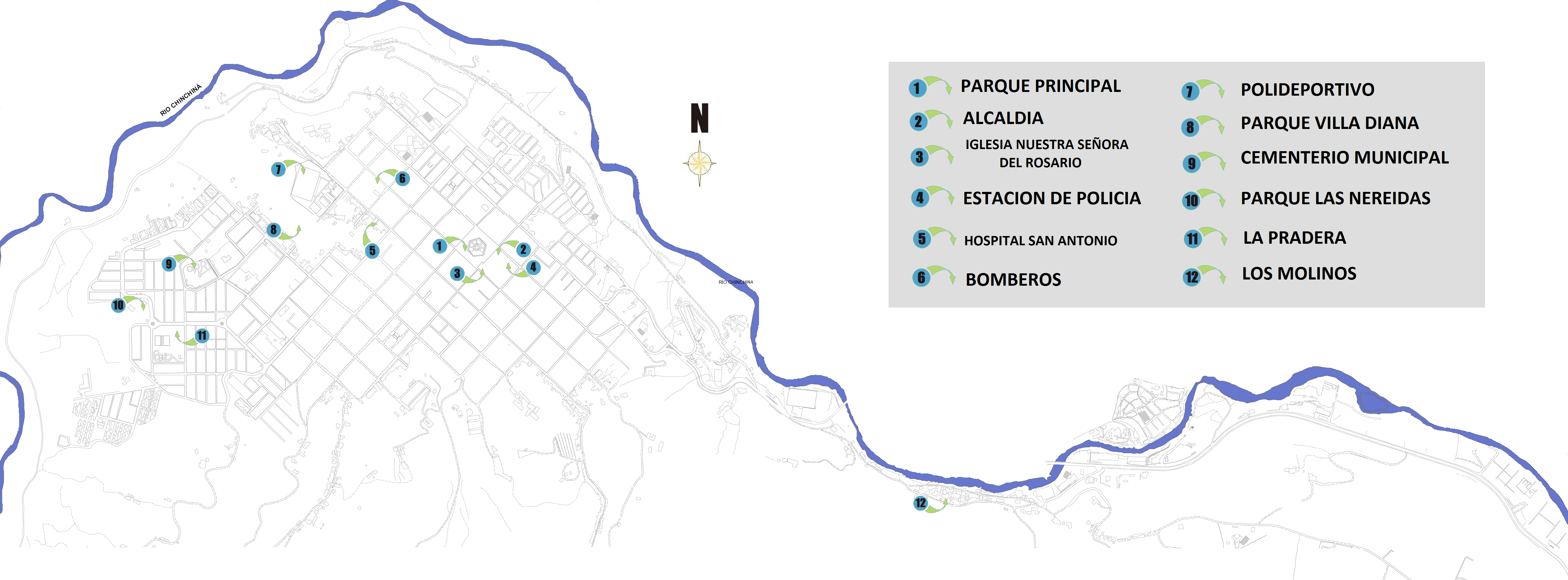
Mapa Urbano de Villamaría.

Es una celebración dedicada a la fertilidad de la tierra y a la labor de los campesinos que la cultivan. Dentro de la programación se incluye Reinado nacional de la Horticultura, fondas tradicionales, exposición de productos agrícolas, reinado de jardines y paisajes villamarinos, verbenas. Villamaría es un municipio ubicado en el centro sur del Departamento de Caldas sobre tierras fértiles y una belleza natural que la hacen llamar El jardín de Colombia, es conocida a nivel nacional e internacional por sus chorizos y sus flores.
El municipio reúne variedad de climas, ya que sus alturas van desde los mil metros sobre el nivel del mar hasta los 5 mil. El principal orgullo de los villamarianos lo representa el Parque Los Nevados y su zona amortiguadora que representa la mayor riqueza hídrica, de flora y fauna de la región.
Los chorizos y la mazamorra de Villamaría se han ganado un lugar especial en la gastronomía de los Caldenses. Ambos platos fueron traídos por los antioqueños durante la colonización y se han sabido conservar y exaltar en las cocinas de este municipio

## Arquitectura (historia y símbolo de tradición)
El patrimonio arquitectónico está representado por el Palacio Municipal, Casa Consistorial, los túneles, Estación del Ferrocarril, Iglesia de Nuestra Señora del Rosario, Capilla Alto Arroyo, Concejo Municipal y el Santuario de la Virgen de las Naciones o de los Pobres.
Los principales escenarios que definen la historia de la Aldea de María, primer nombre de la localidad y que todavía son conservados por los villamarianos son el Óleo del Palacio Municipal, obra donada en 1970 y que da conocer la historia del pueblo desde la colonización.
El Templo Nuestra Señora del Rosario cuenta con 150 años de historia, construida en madera; a su vez la Casa Consistorial, en la época de la colonización era el lugar donde se regían los destinos de la localidad.
Finalmente en el Parque principal de Villamaría se encuentra un kiosco, símbolo de la Villa de las Flores y donde se convoca cada año al evento anual más importante de la localidad que es la Feria Nacional de la Horticultura, la cual llegó este año a su versión n.º 28.
Por otra parte uno de los elementos que traen consigo la historia de Villamaría, es la arquitectura y los escenarios culturales y deportivos, como el Polideportivo, Parque de las Nereidas y la Corporación Casa de la Cultura, ubicados todos dentro de la cabecera municipal.

## Educación
El municipio de Villamaría cuenta con las siguientes establecimientos educativos descritos en la lista, según el  Instituto Colombiano para la Evaluación de la Educación (ICFES):
- Colegio Aspaen Gimnasio Horizontes
- Colegio Granadino
- Colegio Villa del Rosario
- Colegio San Gabriel
- Colegio Anglo-hispano
- Colegio Liceo Anglo-Francés
- Gimnasio Nueva Frontera
- Institución Educativa Gerardo Arias Ramírez
- Institución Educativa Santa Luisa de Marillac
- Institución Educativa Nuestra Señora del Rosario
- Institución Educativa San Pedro Claver
- Institución Educativa Liceo Aprender
- Institución Educativa Villamaría
- Institución Educativa Colombia
- Institución Educativa Pio XII
- Institución Educativa Fortunato Gaviria Botero
- Institución Educativa Partidas

## Símbolos

### Escudo
Ideado por el Presbítero Adalberto Mesa Villegas. Está conformado por un campo de azur en el que sobresale el Nevado del Ruiz (de plata); sobre el Nevado, el monograma mariano, de oro; y al pie del monte de nieve, las tierras verdes (sinople) atravesadas por el lazo de plata del río Chinchiná, a cuya orilla dos casas representan la aldea consagrada en torno al árbol nacional de Colombia, símbolo de la nación, égida de la patria porque para Villamaría la grandeza será siempre contribuir a la grandeza de Colombia.
En cuanto al timbre u ornamentación externa del escudo lleva un ramo florido a la derecha del escudo y un ramo frutal a la siniestra. Sobre él, en una cinta de sinople, con letras de oro, las palabras “FLOREZCA Y FRUCTIFIQUE” exaltarán las virtudes agrícolas de los villamarianos y darán un derrotero a las generaciones jóvenes, para que hagan del legado de sus mayores, representado en el Escudo, tal uso que el día de mañana su patria chica sea más esplendorosa y amable (florezca) y más cargada de obras en diversas relaciones cívicas (fructifique).

### Bandera
Ideada por el profesor Luis Mario Patiño B. Adoptada según acuerdo 6 de enero de 1983, está conformada en figura rectangular, dividida en tres franjas horizontales iguales con los colores Azul, Blanco y Verde.
- El Azul en su parte superior como lema de la justicia, la verdad y la lealtad, manifiesta el color del firmamento y la abundancia de nuestras aguas.
- El Blanco, como emblema de la integridad, la firmeza y la vigilancia, representa las nieves del Ruiz.
- El Verde, en su parte inferior, como símbolo de la libertad, la juventud y el servicio, encarna nuestra agricultura.

### Himno
I CORO
Hermosa Villa, andina y altanera,
Caudal inmenso, puerto celestial
Feraces campos y bondad cimera,
Aureolada con nombre virginal.
II
De Colombia Villa de las Flores
Y de Caldas bella rosa en botón,
Majestuosa heredad de mis mayores,
El hacedor guio tu fundación.
III
De las nereidas yergues el paisaje
De tu raza eres hogar feliz
De triples y guitarras su cordaje,
Candorosa beldad, orto del Ruiz.
IV
Base agraria pluricultivista,
Suelo rico de aurífero filón
Y tu gente al progreso siempre lista;
Del trabajo eres un bastión.
V
Paraíso de amor resplandeciente
De grata espera frondaje proverbial,
Ubérrimo jardín magnificente,
Perfumado vergel primaveral.
VI
Eres emporio de industria y de riqueza,
Eres sede de paz, bien cultural,
Tus hijos proclamamos tu grandeza,
En oración a Dios, luz celestial.
Autor - Letra:
Hernando Henao Correa, Acuerdo 18 de diciembre de 1977.

## Servicios públicos
- Energía Eléctrica: Central Hidroeléctrica de Caldas (CHEC), del grupo EPM, es la empresa prestadora del servicio de energía eléctrica.
- Gas Natural: Efigas es la empresa distribuidora y comercializadora de gas natural en el municipio.
- Agua: Aquamana es la empresa prestadora de servicios de alcantarillado, acueducto y aseo en el municipio.